# Subrata Sarker
Subrata Sarker ist ein bangladeschischer Meeresbiologe, Klimaforscher und Hochschullehrer.

## Werdegang
Subrata Sarker studierte an der Fakultät für Meereswissenschaften und Fischerei der University of Chittagong und graduierte 2009 zum Bachelor und 2010 zum Master of Science. Er absolvierte ab 2014 ein postgraduales Studium am Alfred-Wegener-Institut für Polar- und Meeresforschung (AWI) in Bremerhaven und promovierte 2018 an der Jacobs University Bremen. Thema seiner Dissertation war die Dynamik der des Phytoplanktons in der Deutschen Bucht und die Analyse über lange Zeiträume ermittelter Daten der Biologischen Anstalt Helgoland. Das Ziel war das Erkennen und die Untersuchung langfristiger Muster in Phytoplankton und Umweltparametern in der Nordsee zu untersuchen. Im Ergebnis konnte festgestellt werden, dass der Artenreichtum des Phytoplanktons in stabilen Ökosystemen höher ist, während starke Schwankungen der natürlichen Bedingungen, den Artenreichtum mindern.
Sarker befasste sich während seines Studiums mit ökologischen Fragen wie der Zerstörung der Mangrovenwälder, der Versauerung der Ozeane und dem Klimawandel und seinen Auswirkungen auf die Fischerei und die Ökosysteme, insbesondere in Bangladesch. Er war Koautor zweier Erstbeschreibungen von Fischen: einem Wels aus der Gattung Kiemenschlauchwelse und einem Nanderbarsch, beide aus dem Distrikt Noakhali, Division Chittagong. Sarkers jüngere Forschungen betreffen den Klimawandel. Sarkar ist Assistant Professor an der Shahjalal University of Science and Technology in Sylhet.

## Erstbeschreibungen
- Heteropneustes nani Hossain, Sarker, Sharifuzzaman & Chowdhury, 2013[3]
- Nandus meni Hossain & Sarker, 2013[4]

## Veröffentlichungen (Auswahl)
- M. Shahadat Hossain und Subrata Sarker: New species of leaf fish Nandus meni (Perciformes: Nandidae) from Noakhali, Bangladesh. In: Zoology and Ecology 2013, Band 23, Nr. 3, S. 191–197, doi:10.1080/21658005.2013.817517.
- M. Shahadat Hossain et al.: New species of stinging catfish Heteropneustes nani (Siluriformes: Heteropneustidae) from Noakhali, Bangladesh. In: Vertebrate Zoology 2013, Band 63, Nr. 3, Nr. 259–267, Digitalisat.
- M. Shahadat Hossain et al.: Sea Shells of Bangladesh. Marine Gastropod and Bivalve Molluscs Biodiversity. Centre for Coast, Climate and Communities (Tetra-C) und Institute of Marine Sciences and Fisheries, University of Chittagong, Chittagong 2014, doi:10.13140/2.1.3546.2728.
- M. Shahadat Hossain et al.: Vulnerability of the Bay of Bengal to Ocean Acidification. International Union for Conservation of Nature (IUCN), Bangladesh Country Office, Dhaka 2015, Digitalisat.
- Sayedhur Rahman Chowdhury et al.: Blue carbon in the coastal ecosystems in Bangladesh. International Union for Conservation of Nature (IUCN), Bangladesh Country Office, Dhaka 2015.
- Subrata Sarker: What explains phytoplankton dynamics? An analysis of the Helgoland Roads Time Series data sets. Dissertation, Jacobs University Bremen 2018, Digitalisat.
- Subrata Sarker, Peter Lemke und Karen H. Wiltshire: Does ecosystem variability explain phytoplankton diversity? Solving an ecological puzzle with long-term data sets. In: Journal of Sea Research 2018, Band 135, S. 11–17, doi:10.1016/j.seares.2018.02.002.

- M. Sharifuzzaman et al.: Elements of fishing community resilience to climate change in the coastal zone of Bangladesh. Journal of Coastal Conservation. In: Journal of Coastal Conservation 2018, Band 22, Nr. 6, S. 1167–1176, doi:10.1007/s11852-018-0626-9.